# Danilo Ferrari
Danilo Ferrari (Bondeno, 23 novembre 1955) è un allenatore di calcio ed ex calciatore italiano, di ruolo difensore.

## Carriera

### Giocatore

Ferrari (in piedi, terzo da destra) nella Ternana del 1975-1976

Cresce calcisticamente nella Mirandolese per passare nelle giovanili della Ternana e con i rossoverdi di Enzo Riccomini esordisce in Serie A a 19 anni il 30 marzo 1975 a Genova contro la Sampdoria. Riconfermato nella Ternana per i due successivi campionati di Serie B, nel 1977 passa alla SPAL in Serie C - squadra della sua provincia natia - assieme al rientrante Franco Pezzato e con i biancoazzurri, allenati da Mario Caciagli, conquista la promozione.
Rimane a Ferrara per altri tre campionati di Serie B per tornare nella massima serie nel 1981 con l'Avellino dove viene schierato da titolare per due campionati. Scende quindi di nuovo tra i cadetti con il Perugia nel 1983 quindi con la Sambenedettese nel 1984 e con i rossoblù disputa cinque campionati di Serie B ritrovando Riccomini nell'ultima stagione. Quindi torna a due passi da Bondeno - alla Centese in Serie C2 - per abbandonare il calcio professionistico nel 1990.
In carriera ha totalizzato complessivamente 51 presenze in Serie A, con all'attivo una rete in occasione del pareggio esterno dell'Avellino contro il Torino del 13 dicembre 1981, e 322 presenze e 15 reti in Serie B.

### Allenatore
Dismessa l'attività di calciatore, ha allenato nel ferrarese alcune squadre dilettantistiche e le giovanili della SPAL. Dal 1995 allena qualche squadra della Scuola Calcio Dribbling di Ferrara, per far crescere i ragazzi che vogliono seguire la passione calcistica.
Nella parte finale della stagione 1993-1994 ha allenato la Centese in Serie C2.

## Palmarès

### Giocatore

#### Competizioni nazionali
- Serie C: 1

S.P.A.L.: 1977-1978